# Konjeniški korpus Hauer
Konjeniški korpus Hauer (izvirno nemško Kavallerie-Korps Hauer) je bil konjeniški korpus avstro-ogrske kopenske vojske, ki je bil aktiven med prvo svetovno vojno.

## Zgodovina
Korpus je bil v času obstoja dvakrat ustanovljen: oktober 1914 - maj 1915 ter september 1915 - oktober 1917.

## Poveljstvo
Poveljniki (Kommandanten)
- Leopold von Hauer: oktober 1914 - maj 1915 ter september 1915 - oktober 1917

Načelniki štaba (Stabchefs)
- Nikolaus von Üxküll-Gyllenband: oktober 1914 - maj 1915
- Moritz Fischer von Ledenice: september 1915 - oktober 1917